# Solenostomus armatus
Solenostomus armatus — риба родини Solenostomidae. Зустрічається у західній Пацифіці: Арафурське море, Індонезія, острів Кюсю (Японія). Морська тропічна рифова риба, сягає максимальної довжини 5,7 см. Живе на глибина до 95 м.